# Elvira van Beieren

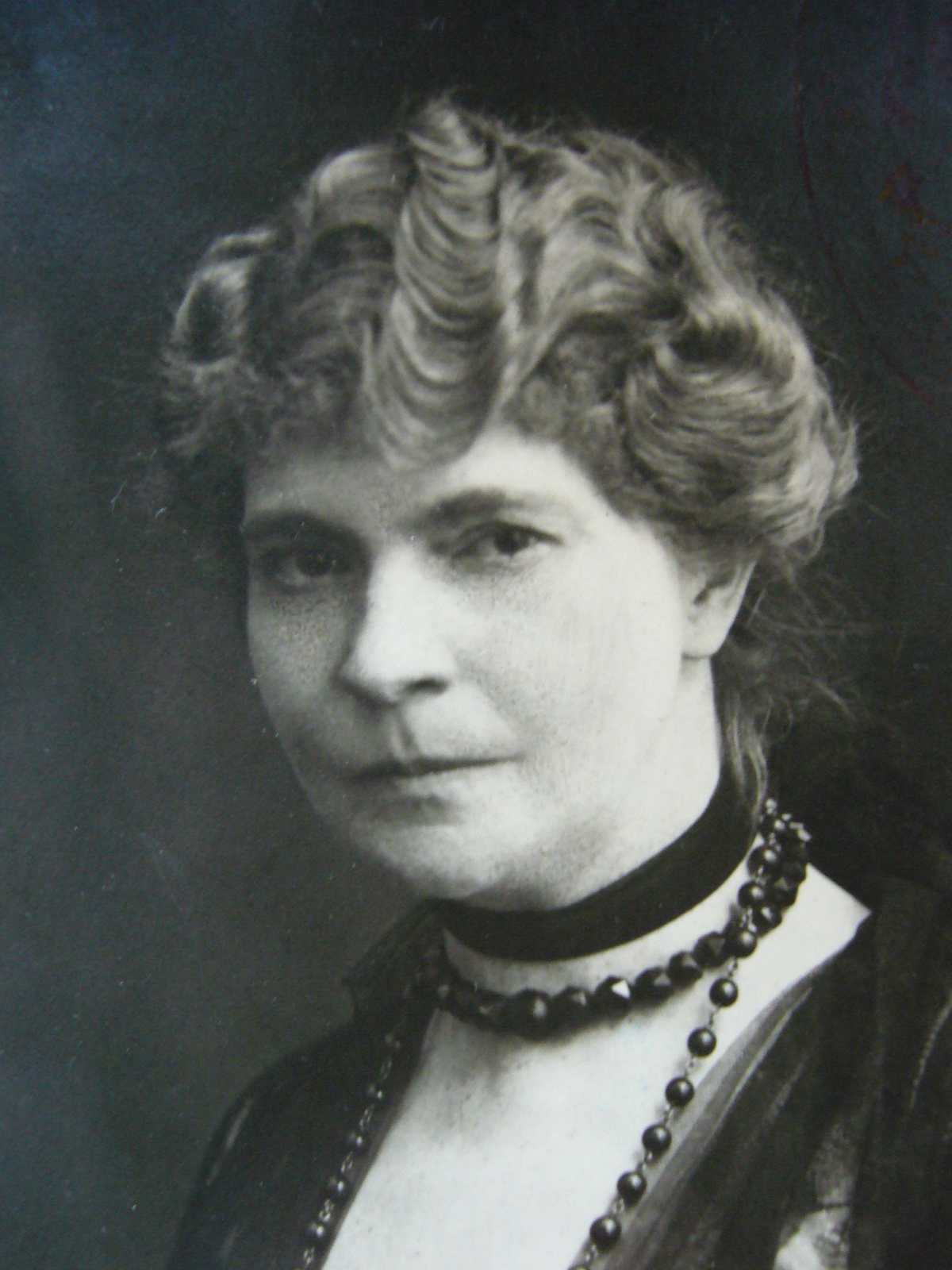

Elvira Alexandrina Marie Cecilie Clara Eugenie van Beieren (München, 22 november 1868 - Wenen, 1 april 1943) was een Beierse prinses uit het huis Wittelsbach.
Zij was het vierde kind en de tweede dochter van prins Adalbert Willem van Beieren en Amelia van Bourbon. Zij was een kleindochter van koning Lodewijk I van Beieren. Op 28 december 1891 trouwde ze op Slot Nymphenburg met Rudolf Graaf van Wrbna-Kaunitz-Rietberg-Questenberg en Freudenthal (1864-1924).
Het paar kreeg drie kinderen:
- Rudolf (1892-1946)
- Isabella (1894-1964)
- Alfons (1896-1976)

- Gemeinsame Normdatei: 105047144X
- Nationale Bibliotheek van Tsjechië: jcu2011630615
- Virtual International Authority File: 169696848